# Jo Bonfrere
Johannes-Franciscus Bonfrere (Eijsden, 15 de junho de 1946), mais conhecido por Jo Bonfrere, é um ex-futebolista e treinador de futebol holandês.

## Carreira
Como jogador, Bonfrere defendeu apenas uma equipe em sua carreira: o MVV Maastricht, onde atuava como meio-campista. Entre 1963 e 1985, atuou em 335 jogos, marcando 50 gols.

## Treinador
Antes de se aposentar, foi técnico e jogador do MVV em 1983, e em 1985 passou a ser apenas treinador, comandando o mesmo clube. Passou ainda pelo Verbroedering Geel antes de se tornar comandante da Seleção Nigeriana de Futebol Feminino, em 1991. Voltaria ao Geel no ano seguinte, antes de ficar um ano parado.

### Nigéria
Reativou a carreira em 1995, dessa vez para trabalhar na seleção masculina da Nigéria, sucedendo Shaibu Amodu logo após a participação das Super Águias na Copa Rei Fahd de 1995. Sob seu comando, a seleção conquistou o ouro olímpico em 1996, ao bater Brasil e Argentina, respectivamente, na semifinal e na decisão. Valorizado, Bonfrere treinou ainda a Seleção do Qatar e o Al-Wahda, do mesmo país.
Em 1997, o então presidente nigeriano, Sani Abacha, sugeriu o nome de Bonfrere para reassumir o comando da Nigéria, mas o sérvio Bora Milutinović acabou sendo o escolhido para a função (Philippe Troussier e Monday Sinclair haviam passado no comando, sem sucesso), a contragosto do general, que viria a falecer três dias antes da Copa de 1998. Bonfrere regressaria às Super Águias, entre 1999 e 2001, mas acabou não permanecendo para a Copa Africana de Nações (foi substituído por Shaibu Amodu, que havia sucedido o holandês em 1995).
Entre 2001 e 2002, exerceu paralelamente as funções de técnico no Al-Wahda e na seleção dos Emirados Árabes. Teve ainda uma passagem pelo Al-Ahly (Egito).

### Coreia do Sul
Em junho de 2004, Bonfrere é contratado para o lugar do português Humberto Coelho, demitido da Coreia do Sul, após o surpreendente empate contra a inexpressiva Seleção das Ilhas Maldivas. A estreia foi contra a Alemanha, derrotada pelos sul-coreanos por 3 a 1.
Mesmo com a classificação dos Tigres para a Copa de 2006, a mídia criticava Bonfrere. Maus resultados no Campeonato da Ásia Oriental culminaram em sua demissão, em agosto de 2005. Outro holandês, Dick Advocaat, foi contratado para o comando técnico. Tal decisão irritou Bonfrere, que pensava em ver Guus Hiddink em seu lugar.
As últimas equipes que Bonfrere comandou foram o Dalian Shide, o Al-Wahda (terceira passagem) e o Henan Jianye. Desde 2011, encontra-se desempregado.